# La Sena festeggiante
La Seine en fête
La Sena festeggiante, La Seine en fête (ou La Senna festeggiante, RV 693) est une sérénade à trois voix composée par Antonio Vivaldi sur un livret de Domenico Lalli.

## Circonstances historiques

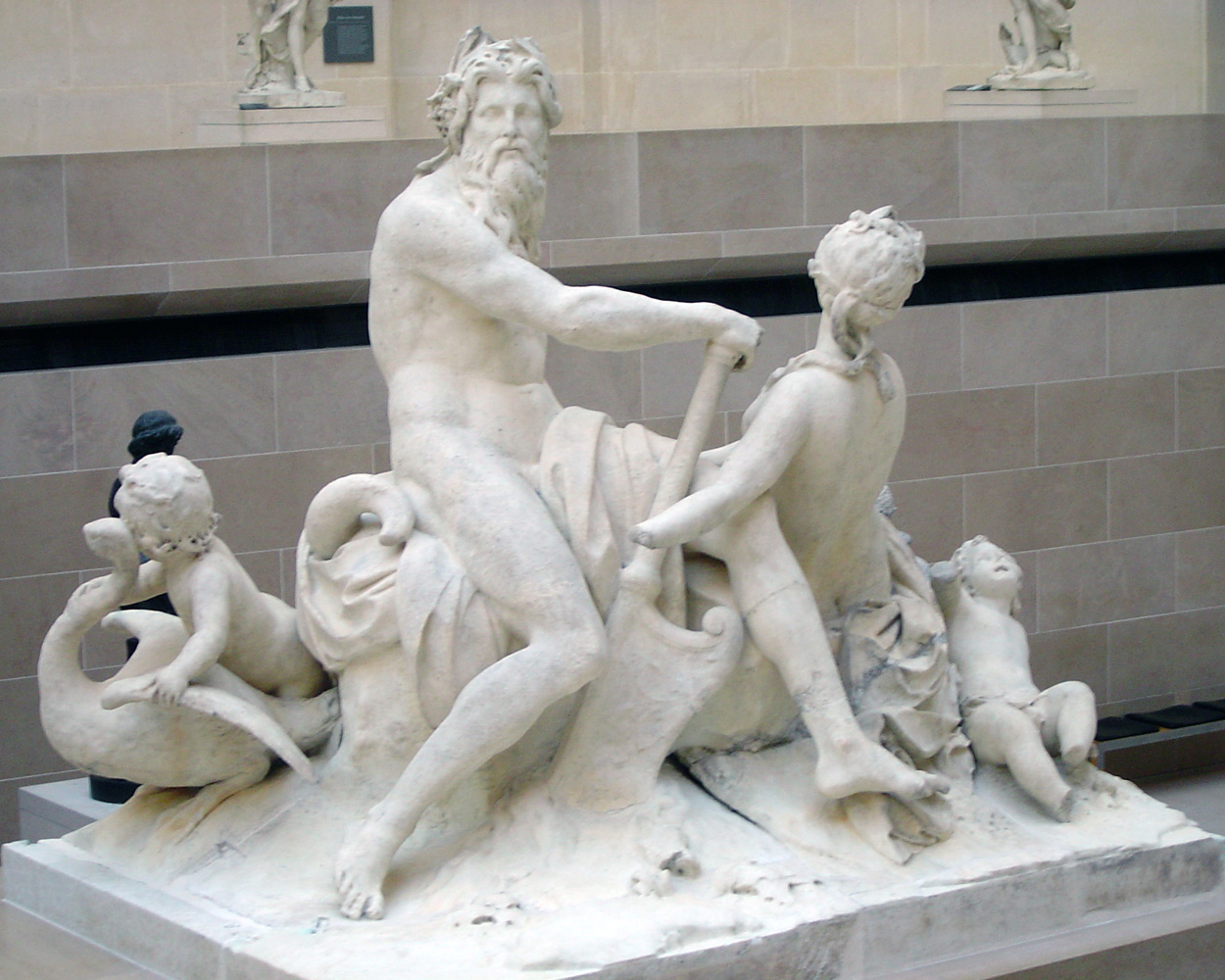
Statue allégorique de la Seine par Nicolas Coustou (vers 1712)

Cette sérénade fut d'abord commandée en 1725 par le cardinal Melchior de Polignac.
Partisan du prétendant  au trône de Grande-Bretagne Jacques François Stuart, alors réfugié à Rome, Polignac, s'était convaincu que le mariage de Louis XV avec Marie Leszczynska le 5 septembre 1725 (parente de  Marie-Clémentine Sobieska, épouse  du prétendant), déboucherait sur le retour de la Cour des Stuart à Saint-Germain et l'accession de Polignac au poste de premier ministre.
« Le mariage de Louis XV serait célébré par Polignac avec une sérénade intitulée Senna, Fama, Amore e Imeneo du compositeur vénitien Francesco Gasparini. Les nominations de Polignac en tant que premier ministre, entraînant le retour de Jacques III à Saint-Germain, seraient alors célébrées par Pietro Ottoboni avec un autre ouvrage intitulé la Senna festeggiante d'un autre vénitien Antonio Vivaldi. ». La signature d'un traité renouvelant l'alliance entre la France et la Grande-Bretagne, mit fin à ce double espoir. Dans ces conditions la représentation de la Senna festeggiante dont le livret à double sens célébrait autant le mariage que le retour des Stuart n’était plus de mise et la représentation à Rome fut annulée.

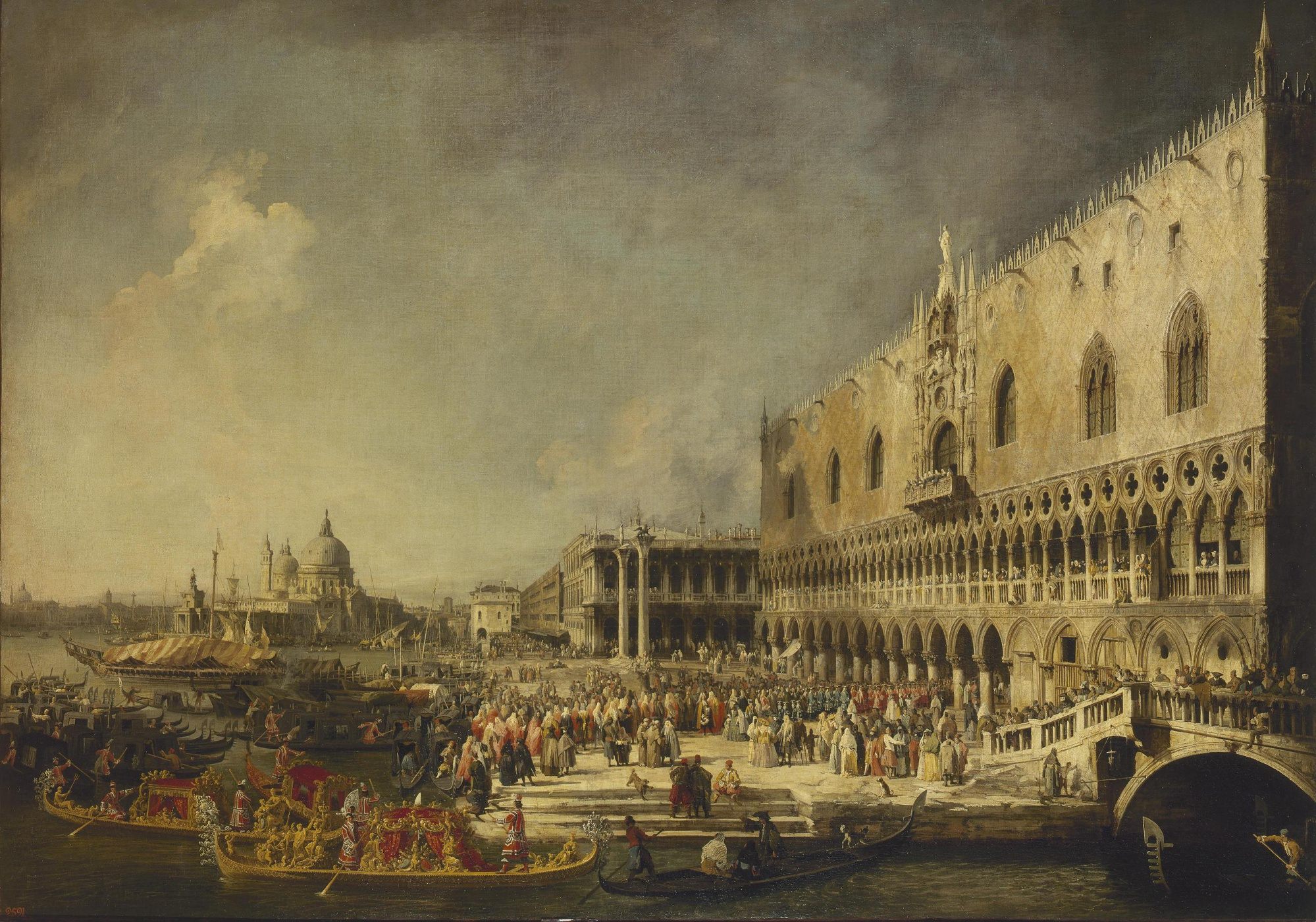
Arrivée à Venise du comte de Gergy, ambassadeur de France (tableau de Canaletto).

La sérénade resta officiellement dédiée au mariage de Louis XV. Il semble qu'elle ait été représentée pour la première fois, à Venise les 4 et 5 novembre 1726, pour fêter l’entrée en fonction de Jacques-Vincent Languet de Cergy, ambassadeur de France à Venise.
Vivaldi dédia en cette période plusieurs autres compositions au souverain français : la cantate Gloria e Himeneo, probablement à l'occasion du mariage de Louis XV avec Marie Leszczinska en 1725, ainsi que deux œuvres aujourd'hui perdues : un Te Deum et la serenata L'unione della Pace e di Marte pour fêter la naissance en août 1727 des filles jumelles du couple royal. 1726 est l'année de l'arrivée solennelle à Venise du nouvel ambassadeur de France, le comte de Gergy, et du retour triomphal dans sa ville natale du très francophile cardinal Pietro Ottoboni qui en avait été banni quatorze ans auparavant du fait de ses relations avec la France : arrivées prétextes à des festivités agrémentées de fastueux concerts. Par ailleurs, le Mercure de France rapporte que les concertos Les Quatre Saisons furent interprétés au début de l’année 1728 au Concert Spirituel à Paris.
La partition originale fait partie du fonds Mauro Foà appartenant à la Bibliothèque nationale de Turin.

## L'œuvre
Cette sérénade est composée pour trois voix (soprano, contralto et basse), orchestre et basse continue.
La sérénade est une œuvre intermédiaire entre la cantate et l'opéra : elle unit le lyrisme de la première aux ressources de toutes natures du second. Le livret de Lalli  n'est pas particulièrement original, il a une intrigue rudimentaire et plutôt statique et se plie à la tradition des formules courtisanes de son époque à l'égard des grands personnages auxquels on rend hommage. Il met en scène de façon allégorique trois personnages : le Fleuve lui-même, la Vertu et l'Âge d'Or qui se retrouvent sur les bords de la Seine, retour qui peut symboliser la récente fin de la Régence de Philippe d'Orléans avec sa vie dissolue et ses turpitudes.
Pour ce qui est de la musique, La Sena festeggiante est, de toutes les sérénades qui restent de Vivaldi, « la plus grandiose et la plus intéressante » (Nanie Bridgman).
Elle comprend, comme il est d'usage, deux parties commençant chacune par une ouverture ; la seconde est un largo alla francese (un menuet en rythme pointé, unique exemple d'hommage rendu par Vivaldi à la tradition lulliste). L'œuvre comprend des airs à voix seule, des duos et trios alternant avec des récitatifs secs ou accompagnés.

## Distribution

### Personnages
- L'età dell'Oro (L'Âge d'Or, soprano)
- La Virtù (La Vertu, contralto)
- La Senna (La Seine, basse)

### Instrumentation
2 hautbois, flûte traversière, flûte à bec, 2 bassons, cordes, basse continue (clavecin et violoncelle)

## Structure
- Première partie
  - Sinfonia (Allegro - Andante molto - Allegro molto)
  - Della Sena in su le sponde (trio)
  - Io che raminga errante il piè movea - Se qui pace (L'Âge d'Or)
  - Anch'io raminga errando - In quest'onde (La Vertu)
  - Illustri amiche - Qui nel profondo (La Seine)
  - Sì, già che tu brami (L'Âge d'Or - La Vertu)
  - Vaga perla benché sia (La Vertu)
  - Donde sarìa l'immagin mia (L'Âge d'Or)
  - Per goder l'antica pace (La Vertu)
  - L'alta lor gloria immortale (La Seine)
  - Di queste selve venite o numi (trio)

- Seconde partie
  - Ouverture
  - Ma già ch'unito - Pietà, dolcezza (La Seine)
  - Non si ritardi (L'Âge d'Or - La Vertu)
  - Vedrete in questo eroe (La Seine - L'Âge d'Or- La Vertu)
  - Quanto felici siete ò spiagge (L'Âge d'Or)
  - Così suol nell'Aurora (La Vertu)
  - Ma giunti eccone innante (La Seine)
  - Non fu mai più vista in soglio (L'Âge d'Or)
  - Il destino, la sorte, il fato (trio)